# Komisja Ministerstwa Spraw Zagranicznych Francji do określenia granic państwa polskiego
Komisja Ministerstwa Spraw Zagranicznych Francji do określenia granic państwa polskiego – powołana w czasie konferencji pokojowej w Paryżu w 1919 roku przez Georges’a Clemenceau dla określenia granic państwa polskiego z punktu widzenia interesów Francji. Komisja za podstawę prac przyjęła mapę Komitetu Narodowego Polskiego.
Przewodniczącym komisji został André Tardieu, członkami m.in.: Maxime Weygand, Henri Le Rond, E. Denis i G. Degrand.